# 格萊納登 (馬里蘭州)
格萊納登（英語：Glenarden）是一個位於美國馬里蘭州佐治王子縣的城市。

## 人口
根據2020年美國人口普查的數據，格萊納登的面積為3.10平方千米，當中陸地面積為3.10平方千米，而水域面積為0.00平方千米。當地共有人口6402人，而人口密度為每平方千米2,065人。